# Campeonato de Fútbol Playa de Conmebol
El Campeonato de Fútbol Playa de Conmebol, llamado oficialmente Conmebol Sudamericano de Fútbol Playa fue el torneo internacional que definía a las tres selecciones clasificadas de Conmebol para la Copa Mundial de Fútbol Playa de FIFA. La primera edición exclusiva de la región fue en el año 2006, mientras que en 2005 y 2007, los equipos de Conmebol disputaron la fase clasificatoria junto a los representantes de Concacaf.
A partir de 2023 el torneo fue reemplazado por la Copa América de fútbol Playa que a partir de dicho año pasará a servir como clasificatoria al mundial dejando a esta competencia oficialmente extinta

## Historia
El inicio de este tipo de fútbol generalmente aceptado es que empezó como un juego entre futbolistas locales en la playa de Leme de Río de Janeiro. La forma moderna de fútbol playa comenzó en 1992 con una exposición que se hizo en las playas de Los Ángeles. El primer acontecimiento profesional tuvo lugar en 1994 en la playa de Miami, con equipos de Italia, Estados Unidos y Brasil. El primer campeonato mundial se efectuó en la playa de Copacabana un año después.
FIFA reconoció formalmente el fútbol playa celebrando la primera Copa Mundial en 2005 y efectuó campeonatos anuales conjuntamente de fútbol playa por todo el mundo hasta 2009. El acontecimiento cambiará a un acontecimiento bienal que comienza en 2011.
Conmebol realizó su primer evento calificativo para la Copa Mundial en 2005 con Concacaf, enviando a los equipos de Argentina, Brasil, Perú, Uruguay y Venezuela a Brasil con tres naciones de Concacaf.
En 2023 la competencia quedó oficialmente extinta luego de que la Conmebol anunciara que la Copa América que se venía disputando paralelamente a esta competición desde 2016 pasaría a servir como clasificatoria al mundial; siendo Brasil el último campeón de esta competición en 2021.

## Campeonatos
| Año          | Sede           | Campeón   | Resultado | Subcampeón | Tercero lugar | Final Resultado | Cuarto lugar |
| ------------ | -------------- | --------- | --------- | ---------- | ------------- | --------------- | ------------ |
| 2006 Detalle | Macaé          | Brasil    | 9:2       | Uruguay    | Argentina     | 2:0             | Venezuela    |
| 2008 Detalle | Buenos Aires   | Brasil    | 6:1       | Argentina  | Uruguay       | 5:1             | Venezuela    |
| 2009 Detalle | Montevideo     | Brasil    | 10:1      | Uruguay    | Argentina     | 9:8             | Ecuador      |
| 2011 Detalle | Río de Janeiro | Brasil    | 6:2       | Argentina  | Venezuela     | 5:2             | Colombia     |
| 2013 Detalle | Merlo          | Argentina | 6:2       | Paraguay   | Brasil        | 11:5            | Ecuador      |
| 2015 Detalle | Manta          | Brasil    | 8:3       | Paraguay   | Argentina     | 4:4 (1:0 p.)    | Ecuador      |
| 2017 Detalle | Asunción       | Brasil    | 7:5       | Paraguay   | Ecuador       | 4:4 (1:0 p.)    | Argentina    |
| 2019 Detalle | Río de Janeiro | Brasil    | 10:1      | Uruguay    | Paraguay      | 6:5             | Argentina    |
| 2021 Detalle | Río de Janeiro | Brasil    | 3:1       | Uruguay    | Paraguay      | 4:2             | Colombia     |

### Palmarés
En cursiva se indica el torneo en el que el equipo fue local
| País      | Campeón                                            | Subcampeón                 | Tercer lugar         | Cuarto lugar         | Total |
| --------- | -------------------------------------------------- | -------------------------- | -------------------- | -------------------- | ----- |
| Brasil    | 8 (2006, 2008, 2009, 2011, 2015, 2017, 2019, 2021) | -                          | 1 (2013)             | –                    | 9     |
| Argentina | 1 (2013)                                           | 2 (2008, 2011)             | 3 (2006, 2009, 2015) | 2 (2017, 2019)       | 8     |
| Uruguay   | –                                                  | 4 (2006, 2009, 2019, 2021) | 1 (2008)             | –                    | 5     |
| Paraguay  | -                                                  | 3 (2013, 2015, 2017)       | 2 (2019, 2021)       | –                    | 6     |
| Ecuador   | –                                                  | –                          | 1 (2017)             | 3 (2009, 2013, 2015) | 4     |
| Venezuela | –                                                  | –                          | 1 (2011)             | 2 (2006, 2008)       | 3     |
| Colombia  | –                                                  | –                          | –                    | 2 (2011, 2021)       | 2     |

### Antiguos Campeonatos Conjuntos (con la CONCACAF)
| Año          | Sede           | Campeón        | Final Resultado | Subcampeón | Tercer lugar   | Resultado | Cuarto lugar |
| ------------ | -------------- | -------------- | --------------- | ---------- | -------------- | --------- | ------------ |
| 2005 Detalle | Río de Janeiro | Brasil         | 5:2             | Uruguay    | Estados Unidos | 4:2       | Argentina    |
| 2007 Detalle | Acapulco       | Estados Unidos | 4:3             | Uruguay    | Argentina      | 6:5       | México       |

## Participaciones
| AñosEquipos | 2006 (6) | 2008 (7) | 2009 (8) | 2011 (9) | 2013 (9) | 2015 (10) | 2017 (10) | 2019 (10) | 2021 (10) |   | Parts. ⁄9 |
| ----------- | -------- | -------- | -------- | -------- | -------- | --------- | --------- | --------- | --------- | - | --------- |
| Argentina   | 3º       | 2º       | 3º       | 2º       | 1º       | 3º        | 4º        | 4º        | 6º        | 9 |           |
| Bolivia     | ×        | ×        | ×        | ×        | ×        | 9º        | 10º       | 9º        | 9º        | 4 |           |
| Brasil      | 1º       | 1º       | 1º       | 1º       | 3º       | 1º        | 1º        | 1º        | 1º        | 9 |           |
| Chile       | ×        | 5º       | 5º       | 7º       | 5º       | 7º        | 5º        | 7º        | 7º        | 8 |           |
| Colombia    | ×        | ×        | ×        | 4º       | 7º       | 8º        | 6º        | 6º        | 4º        | 6 |           |
| Ecuador     | ×        | ×        | 4º       | 8º       | 4º       | 4º        | 3º        | 8º        | 10º       | 7 |           |
| Paraguay    | 5º       | 6º       | 6º       | 6º       | 2º       | 2º        | 2º        | 3º        | 3º        | 9 |           |
| Perú        | 6º       | 7º       | 7º       | 9º       | 8º       | 6º        | 7º        | 5º        | 8º        | 9 |           |
| Uruguay     | 2º       | 3º       | 2º       | 5º       | 6º       | 5º        | 8º        | 2º        | 2º        | 9 |           |
| Venezuela   | 4º       | 4º       | 8º       | 3º       | 9º       | 10º       | 9º        | 10º       | 5º        | 9 |           |

### Simbologías
| - 1.º – Campeón - 2.º – Finalista - 3.º – 3.º Lugar - 4.º – 4.º Lugar | - 5.º–10.º – Quinto al décimo lugar - × – No participó - q – Clasificado - – Anfitrión |

## Desempeños en los mundiales
| YearTeam  | 2005 | 2006 | 2007 | 2008 | 2009 | 2011 | 2013 | 2015 | 2017 | 2019 | 2021 | 2024 | 2025 | Total |
| --------- | ---- | ---- | ---- | ---- | ---- | ---- | ---- | ---- | ---- | ---- | ---- | ---- | ---- | ----- |
| Brasil    | 3º   | 1º   | 1º   | 1º   | 1º   | 2º   | 3º   | QF   | 1º   | QF   | QF   | 1º   | q    | 13    |
| Argentina | QF   | QF   | R1   | QF   | R1   | R1   | QF   | R1   |      |      |      | R1   |      | 9     |
| Chile     |      |      |      |      |      |      |      |      |      |      |      |      | q    | 1     |
| Uruguay   | QF   | 2º   | 3º   | QF   | 4º   |      |      |      |      | QF   | QF   |      |      | 7     |
| Paraguay  |      |      |      |      |      |      | R1   | R1   | QF   | R1   | R1   |      | q    | 6     |
| Venezuela |      |      |      |      |      | R1   |      |      |      |      |      |      |      | 1     |
| Ecuador   |      |      |      |      |      |      |      |      | R1   |      |      |      |      | 1     |

### Simbologías
| - 1.º – Campeón - 2.º – Finalista - 3.º – 3.º Lugar - 4.º – 4.º Lugar | - QF – Cuartos de final - R1 – Fase de grupos - q – Clasificado - – Anfitrión |

## Premios y reconocimientos
| Año  | Goleador                   | Goles | Mejor jugador        | Mejor portero     | Ref. |
| ---- | -------------------------- | ----- | -------------------- | ----------------- | ---- |
| 2006 | Jorginho                   | 14    | Jorginho             | Diego Monserrat   |      |
| 2008 | Ezequiel Hilaire           | 7     | André                | Diego Monserrat   |      |
| 2009 | André                      | 13    | Virley Conformé      | Mão               |      |
| 2011 | Bruno                      | 12    | Bruno                | Mão               |      |
| 2013 | Bruno Xavier               | 13    | Luciano Franceschini | Marcelo Salgueiro |      |
| 2015 | Datinha                    | 12    | Segundo Moreira      | Ivan Fernandez    |      |
| 2017 | Víctor Belaunde            | 11    | Carlos Carballo      | Mão               |      |
| 2019 | Rodrigo                    | 14    | no otorgado          | no otorgado       |      |
| 2021 | Carlos Carballo Edson Hulk | 9     | no otorgado          | Alberto Prado     |      |

## Clasificación general
Actualizado a la edición 2021.
Resultados de eventos conjuntos no incluidos
| Pos. | Selección | Part. | PJ | G  | G+ | GP | D  | GF  | GC  | Dif  | Pts | PPG  | %    |
| ---- | --------- | ----- | -- | -- | -- | -- | -- | --- | --- | ---- | --- | ---- | ---- |
| 1    | Brasil    | 9     | 51 | 49 | 0  | 0  | 2  | 428 | 123 | +305 | 147 | 2.88 | 96.1 |
| 2    | Argentina | 9     | 51 | 27 | 2  | 5  | 17 | 211 | 186 | +25  | 90  | 1.76 | 66.7 |
| 3    | Paraguay  | 9     | 44 | 22 | 3  | 1  | 18 | 210 | 186 | +24  | 73  | 1.66 | 59.1 |
| 4    | Uruguay   | 9     | 47 | 21 | 3  | 3  | 20 | 178 | 193 | –15  | 72  | 1.53 | 57.4 |
| 5    | Chile     | 8     | 37 | 16 | 0  | 1  | 20 | 172 | 165 | +7   | 49  | 1.32 | 45.9 |
| 6    | Colombia  | 6     | 34 | 11 | 1  | 1  | 21 | 128 | 155 | –27  | 36  | 1.06 | 38.2 |
| 7    | Ecuador   | 7     | 35 | 10 | 0  | 2  | 23 | 126 | 207 | –81  | 32  | 0.91 | 34.3 |
| 8    | Venezuela | 9     | 46 | 8  | 2  | 1  | 35 | 153 | 252 | –99  | 29  | 0.63 | 23.9 |
| 9    | Perú      | 9     | 41 | 7  | 3  | 1  | 30 | 142 | 224 | –82  | 28  | 0.68 | 26.8 |
| 10   | Bolivia   | 4     | 20 | 3  | 0  | 0  | 17 | 49  | 102 | –53  | 9   | 0.45 | 15.0 |